# Mangifera flava
Mangifera flava är en sumakväxtart som beskrevs av Evrard. Mangifera flava ingår i släktet Mangifera och familjen sumakväxter. Inga underarter finns listade i Catalogue of Life.